# NGC 4923
NGC 4923 é uma galáxia elíptica (E/SB0) localizada na direcção da constelação de Coma Berenices. Possui uma declinação de +27° 50' 49" e uma ascensão recta de 13 horas, 01 minutos e 31,8 segundos.
A galáxia NGC 4923 foi descoberta em 11 de Abril de 1785 por William Herschel.